# 沃德里赫姆
沃德里赫姆（荷蘭語：Woudrichem）是荷蘭的城市和旧市镇，位於該國南部，由北布拉邦省負責管轄，始建於公元9世紀，面積51.65平方公里，2007年人口14,331，人口密度為每平方公里14,331人。
2019年1月1日，沃德里赫姆与韦尔肯丹和阿尔堡合并为新市镇“阿尔特纳”。

## 外部連結
- （荷兰文） Official Website

51°49′N 5°00′E / 51.817°N 5.000°E